# 蘭巴薩莎人
蘭巴薩莎人，或作蘭巴薩莎侏儒族（Rampasasa pygmies）、朗帕薩薩人等，是科學家對於一批居住於印度尼西亚弗洛勒斯岛芒加莱县一條名為Waemulu的村落的俾格米人（也叫作尼格利陀人）的名稱。他們是科學家於2003年在鄰近的利昂布阿岩洞（Liang Bua）發現了佛羅勒斯人（Homo floresiensis）的遺骸後所留意到體型相近且仍然生存的人類。
自從受到媒體關注並報導他們的景況後，這些蘭巴薩莎人聲稱佛羅勒斯人是他們的祖先，而且因着當時社會上的「哈比人熱潮」而獲利。
根據一項在2018年發表的遺傳學研究，表明蘭巴薩莎人不可能是佛羅勒斯人的直系後人，因為他們相隔了近萬年，而在這期間佛羅勒斯島上居住的人類在這近百萬年間曾發生過多次島嶼侏儒化現象。然而，由於研究團隊無法取得佛羅勒斯人的遺傳物質，研究無法包括他們的遺傳資料，所以這個推論亦無法完全落實。

## 外部連結
- John Noble Wilford（英语：John Noble Wilford）. . The New York Times. 2006-08-22  [2017-05-20]. （原始内容存档于2020-11-09） （英语）.
- . National Geographic Society. 2006-08-21  [2017-05-20]. （原始内容存档于2018-05-16） （英语）. |journal=被忽略 (帮助)

8°32′S 120°27′E / 8.533°S 120.450°E